# Ново-Теречное
Ново-Теречное (Новотеречное) — село в Кизлярском районе Дагестана. Входит в состав Крайновского сельсовета.

## Географическое положение
Населённый пункт расположен на берегу Кизлярского залива, чуть севернее устья реки Старый Терек, в 4 км к северу от центра сельского поселения — Крайновка и в 67 км к востоку от города Кизляр.

## Население
| 1914 | 1926 | 1970 | 1989 | 2002 | 2010 | 2021 |
| ---- | ---- | ---- | ---- | ---- | ---- | ---- |
| 191  | ↗200 | ↗207 | ↗256 | ↘184 | ↗197 | ↗225 |

Национальный состав
По данным Всесоюзной переписи населения 1926 года:
| № | Национальность | Численность, чел. | Доля   |
| - | -------------- | ----------------- | ------ |
| 1 | русские        | 194               | 97,0 % |
| 2 | армяне         | 5                 | 2,5 %  |
| 3 | латыши         | 1                 | 0,5 %  |

По результатам Всероссийской переписи населения 2010 года:
| № | Национальность | Численность, чел. | Доля   |
| - | -------------- | ----------------- | ------ |
| 1 | аварцы         | 91                | 46,2 % |
| 2 | русские        | 53                | 26,9 % |
| 3 | даргинцы       | 45                | 22,8 % |
| 4 | другие         | 8                 | 4,1 %  |

По данным Всероссийской переписи населения 2010 года, в селе проживало 197 человек (100 мужчин и 97 женщин).